# Migliori prestazioni italiane nella marcia 3000 metri
La lista delle migliori prestazioni italiane nella marcia 3000 metri, aggiornata periodicamente dalla Federazione Italiana di Atletica Leggera, raccoglie i migliori risultati di tutti i tempi delle atlete italiane nella specialità della marcia 3000 metri.

## Maschili outdoor
Statistiche aggiornate al 20 febbraio 2023.
|     | Misura   | Atleta                 | Luogo                 | Data             |
| --- | -------- | ---------------------- | --------------------- | ---------------- |
| 1.  | 10'47"11 | Giovanni De Benedictis | San Giovanni Valdarno | 19 maggio 1990   |
| 2.  | 10'57"77 | Francesco Fortunato    | Roma                  | 9 giugno 2022    |
| 3.  | 10'59"91 | Gianluca Picchiottino  | Roma                  | 9 giugno 2022    |
| 4.  | 11'06"15 | Massimo Stano          | Roma                  | 9 giugno 2022    |
| 5.  | 11'07"75 | Maurizio Damilano      | Formia                | 29 luglio 1981   |
| 6.  | 11'12"84 | Davide Finocchietti    | Roma                  | 9 giugno 2022    |
| 7.  | 11'14"49 | Michele Antonelli      | Roma                  | 9 giugno 2022    |
| 8.  | 11'15"88 | Alessandro Gandellini  | Castelfidardo         | 6 settembre 2003 |
| 9.  | 11'21"38 | Sergio Spagnulio       | Bologna               | 18 luglio 1990   |
| 10. | 11'24"29 | Carlo Mattioli         | Bologna               | 18 luglio 1990   |

## Femminili outdoor
Statistiche aggiornate al 20 febbraio 2023.
|     | Misura   | Atleta             | Luogo      | Data             |
| --- | -------- | ------------------ | ---------- | ---------------- |
| 1.  | 11'48"24 | Ileana Salvador    | Padova     | 29 agosto 1993   |
| 2.  | 11'57"00 | Elisa Rigaudo      | Genova     | 21 febbraio 2004 |
| 3.  | 11'57"80 | Erica Alfridi      | Milano     | 6 giugno 2001    |
| 4.  | 11'58"17 | Elisabetta Perrone | Milano     | 6 giugno 2001    |
| 5.  | 12'07"41 | Eleonora Giorgi    | San Diego  | 17 gennaio 2015  |
| 6.  | 12'14"42 | Annarita Sidoti    | Formia     | 18 maggio 1996   |
| 7.  | 12'18"15 | Rossella Giordano  | Formia     | 18 maggio 1996   |
| 8.  | 12'20"57 | Cristiana Pellino  | San Marino | 4 luglio 1996    |
| 9.  | 12'25"50 | Michaela Hafner    | San Marino | 4 luglio 1996    |
| 10. | 12'59"18 | Federica Curiazzi  | Pavia      | 3 maggio 2005    |

## Maschili indoor
Statistiche aggiornate al 20 febbraio 2023.
|     | Misura    | Atleta               | Luogo   | Data             |
| --- | --------- | -------------------- | ------- | ---------------- |
| 1.  | 10'54"61  | Carlo Mattioli       | Milano  | 6 febbraio 1980  |
| 2.  | 11'33"13  | Federico Tontodonati | Parma   | 4 gennaio 2020   |
| 3.  | 11'38"25  | Giorgio Rubino       | Glasgow | 25 febbraio 2018 |
| 4.  | 11'59"69  | Vincenzo Magliulo    | Napoli  | 15 gennaio 2011  |
| 5.  | 12'09"4 m | Graziano Morotti     | Genova  | 14 febbraio 1979 |
| 6.  | 12'12"65  | Riccardo Orsoni      | Parma   | 4 gennaio 2020   |
| 7.  | 12'24"32  | Giacomo Brandi       | Parma   | 9 dicembre 2017  |
| 8.  | 12'31"23  | Giuseppe Marchiselli | Napoli  | 15 gennaio 2011  |
| 9.  | 12'33"85  | Giacomo Viganò       | Parma   | 4 febbraio 2012  |
| 10. | 12'35"07  | Flavio Vona          | Roma    | 11 gennaio 2014  |

## Femminili indoor

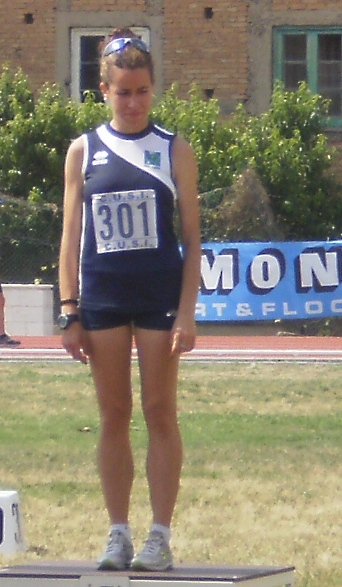
Eleonora Giorgi, detentrice del primato italiano della marcia 3000 metri indoor

Statistiche aggiornate al 20 febbraio 2023.
|     | Misura   | Atleta              | Luogo  | Data             |
| --- | -------- | ------------------- | ------ | ---------------- |
| 1.  | 11'50"08 | Eleonora Giorgi     | Ancona | 22 febbraio 2014 |
| 2.  | 11'53"23 | Ileana Salvador     | Genova | 29 febbraio 1992 |
| 3.  | 11'54"32 | Annarita Sidoti     | Parigi | 12 marzo 1994    |
| 4.  | 11'55"30 | Antonella Palmisano | Ancona | 17 febbraio 2018 |
| 5.  | 11'57"00 | Elisa Rigaudo       | Genova | 21 febbraio 2004 |
| 6.  | 12'00"13 | Erica Alfridi       | Genova | 22 febbraio 1997 |
| 7.  | 12'13"00 | Elisabetta Perrone  | Genova | 1º marzo 2003    |
| 8.  | 12'14"74 | Piercarola Pagani   | Genova | 29 febbraio 1992 |
| 9.  | 12'16"92 | Cristiana Pellino   | Genova | 12 febbraio 2000 |
| 10. | 12'17"28 | Santa Compagnoni    | Genova | 7 febbraio 1998  |